# Jennie Johansson
Jennie Caroline Eleonore Johansson (født 15. juni 1988 i Hedemora) er en svensk svømmer, som svømmer for Sveriges svømmelandshold og siden 2014 har svømmet for SK Neptun i Stockholm.

## Svømmekarriere
Jennie Johansson fik sit internationale gennembrud i svømning, da hun i 2009 deltog i sit første internationale stævne som var EM i kortbanesvømning 2009, hvor hun vandt en bronsemedalje i 100 meter brystsvømning. Året efter vandt hun overraskende sølv i 100 meter bryst ved EM i svømning 2010 på langbane. Hun delte sølvmedaljen med Rikke Møller Pedersen, de svømmede med tiden 1.07,36 som for Jennies vedkommende var en personlig rekord, en forbedring på 1,74 sekund.
Jennie Johansson deltog for Sverige ved de Olympiske Lege 2012.
I 2015 blev hun verdensmester i 50 meter bryst ved VM i svømning i Kazan, Rusland.